# Massimo Cacciari
Massimo Cacciari (Venezia, 5 giugno 1944) è un filosofo, saggista, politico e opinionista italiano, sindaco di Venezia dal 1993 al 2000 e dal 2005 al 2010.

## Biografia

### Studi e inizi
Di ascendenze emiliane per via paterna (il nonno Gino Cacciari, di Medicina, si era trasferito a Venezia per dirigere i cantieri navali della città), è figlio di Pietro, pediatra, e di una casalinga proveniente da una famiglia di artisti. Ha un fratello minore, Paolo, che è stato vicesindaco di Venezia e deputato per Rifondazione Comunista.
Dopo aver frequentato il liceo classico Marco Polo di Venezia, si è laureato in filosofia nel 1967 all'Università degli Studi di Padova, con una tesi sulla Critica del giudizio di Immanuel Kant, con relatore Dino Formaggio. Ancora studente, fu collaboratore dei professori Carlo Diano, Sergio Bettini e Giuseppe Mazzariol.

### Carriera accademica
Nel 1980 diviene professore associato di estetica presso l'Istituto di Architettura di Venezia, dove nel 1985 diventa professore ordinario. Nel 2002 fonda la Facoltà di Filosofia dell'Università Vita-Salute San Raffaele a Cesano Maderno, di cui è preside fino al 2005. È tra i fondatori di alcune riviste di filosofia politica, che hanno segnato il dibattito dagli anni sessanta agli anni ottanta, tra cui Angelus Novus, Contropiano, il Centauro, Laboratorio politico.
Al centro della sua riflessione filosofica si colloca la crisi della razionalità moderna, che si è rivelata incapace di cogliere il senso ultimo del reale, abbandonando la ricerca dei fondamenti del conoscere. La sua visione muove dal concetto di "pensiero negativo", ravvisato nelle filosofie di Friedrich Nietzsche, di Martin Heidegger e di Ludwig Wittgenstein, per risalire ai suoi presupposti in alcuni aspetti della tradizione religiosa e del pensiero filosofico occidentali.
Ha pubblicato numerose opere e saggi, tra i quali meritano una particolare attenzione: Krisis (del 1976); Pensiero negativo e razionalizzazione; (1977), Dallo Steinhof (1980), Icone della legge (1985), L'angelo necessario (1986), Dell'inizio (1990), Della cosa ultima (2004) - vincitore del Premio Cimitile -, Hamletica (2009), Labirinto Filosofico (2014), Il Lavoro dello Spirito (2020) è il suo scritto più recente.
I volumi Icone della legge e L'angelo necessario presentano, inoltre, alcune pagine dedicate alla filosofia dell'icona e agli esiti del pensiero del mistico russo Pavel Aleksandrovič Florenskij.
Tra i numerosi riconoscimenti sono da ricordare la laurea honoris causa in architettura conferita dall'Università degli Studi di Genova nel 2003, la laurea honoris causa in scienze politiche conferita dall'Università di Bucarest nel 2007 e la laurea honoris causa in filologia, letteratura e tradizione classica conferita dall'Università di Bologna nel 2014.
Attualmente è presidente della fondazione Gianni Pellicani  e insegna Pensare filosofico e metafisica presso la Facoltà di Filosofia dell'Università Vita-Salute San Raffaele di Milano, di cui è stato anche prorettore vicario.

### Carriera politica

#### In Potere Operaio e nel PCI
Da giovane fu un politico militante e occupò, con gli operai della Montedison, la stazione di Mestre.
Collaborò negli anni sessanta alla rivista mensile Classe operaia e, dopo contrasti interni tra Mario Tronti, Alberto Asor Rosa e Toni Negri (un incontro che fu essenziale per la sua formazione), diresse insieme ad Asor Rosa la rivista - definita di "materiali marxisti" - Contropiano, con la quale si tentò la riunificazione del gruppo. Ma il tentativo fallì, e il gruppo veneto trasformò la rivista nel giornale Potere Operaio ("Giornale politico dagli operai di Porto Marghera"), a cui Cacciari, deluso, non aderì. In seguito entrò nel Partito Comunista Italiano, ricoprendo cariche apparentemente lontane dai suoi interessi filosofici: responsabile della Commissione Industria del PCI Veneto negli anni settanta, fu poi eletto alla Camera dei deputati dal 1976 al 1983, e fu membro della Commissione Industria della Camera.

#### Sindaco di Venezia (1993-2000)
Nel 1993 si candidò a sindaco di Venezia a capo di una coalizione formata da Partito Democratico della Sinistra, Rifondazione Comunista, Verdi, Partito Socialista, Alleanza Democratica e La Rete. Al primo turno, il 21 novembre 1993, raccolse il 46,29% dei consensi, contro il 26,5% dell'avversario Aldo Mariconda, sostenuto dalla Lega Nord. Al ballottaggio, il 5 dicembre seguente, vinse con il 55,37% dei voti, contro il 44,63% dello sfidante. Nel 1997 fu confermato per un nuovo mandato, raccogliendo il 64,58% dei voti, contro il 20,71% del principale antagonista, Mauro Pizzigati, a capo di una coalizione composta da Forza Italia, Alleanza Nazionale e Alleanza Civica di Centro (CCD - CDU - Patto).
Sindaco sino al 2000, si schierò tra i principali sostenitori de I Democratici di Romano Prodi, tanto che si parlò di lui come di un probabile leader dell'Ulivo. Fin dall'inizio della sua attività politica vide nel federalismo una tradizione da recuperare per i progressisti italiani, laddove buona parte dei dirigenti della sinistra vedevano in questa attenzione agli ideali federalisti un freno al consenso elettorale del centro-sud. In preparazione delle elezioni regionali del 2000, era convinto che per vincere in una regione tradizionalmente moderata, la sinistra avrebbe dovuto agganciare una parte dell'elettorato in fuga dalla ex DC, e per questo scopo tentò di "aprire" ad un'alleanza con la Lega Nord (poi disapprovata dal centro-sinistra italiano), e mosse in questa direzione politica alcuni significativi passi, ma non riuscì a convincere fino in fondo l'elettorato autonomista.
Nel 1997 decise di realizzare il progetto di edificazione del ponte di Calatrava, un’opera che ha suscitato continue polemiche e l’interessamento della Corte dei conti nel corso degli anni.

#### Europarlamentare e consigliere regionale veneto
Alle europee del 1999 si candida con la lista de I Democratici, risultando eletto in due circoscrizioni; opta poi per quella nord-occidentale.
La sua sconfitta alle elezioni regionali del 2000, quando fu candidato per la presidenza della regione Veneto, fece tramontare l'ipotesi che potesse diventare il futuro leader dell'Ulivo. Cacciari ottenne in quella tornata il 38,2% dei voti, uscendo sconfitto dal rappresentante della Casa delle Libertà Giancarlo Galan, che ricevette il 54,9% dei consensi. In quella circostanza Cacciari ottenne un seggio da consigliere regionale, dove scelse di restare: per questo si dimise, per incompatibilità, da europarlamentare.

#### Sindaco di Venezia (2005-2010)
Nel 2005 annunciò l'intenzione di ricandidarsi per la terza volta a sindaco di Venezia. I partiti di sinistra dell'Ulivo, però, avevano già raggiunto l'accordo per la candidatura unitaria del magistrato Felice Casson, ma Cacciari dichiarò di non voler rinunciare alla propria candidatura, anche a costo di spaccare l'unità della coalizione, come effettivamente avvenne, con Cacciari sostenuto da UDEUR Popolari e La Margherita e Casson appoggiato da DS, Verdi, PRC e SDI.
Al primo turno Casson ebbe il 37,7% dei voti, mentre Cacciari si fermò al 23,2%: grazie alle divisioni presenti nel centrodestra, ancora più acute a Venezia, furono proprio i due rappresentanti del centro-sinistra ad andare al ballottaggio. A sorpresa Cacciari, seppur sostenuto da liste più deboli, riuscì a far leva sull'elettorato moderato e vinse la sfida con 1 341 voti di vantaggio sul suo competitore (50,5% contro 49,5%).
L'inattesa vittoria del politico-filosofo causò malumori all'interno della coalizione (Casson commentò il risultato esclamando: "Ha vinto Cacciari? Allora ha vinto la destra!"), e una particolare situazione nel consiglio comunale veneziano: la Margherita, con il 13,4% di voti, ebbe diritto a ben 26 seggi, mentre i DS, che avevano ottenuto il 21,2%, si dovettero accontentare di 6 seggi; e l'UDEUR, nonostante un modesto 1,4%, si accaparrò 2 seggi, a differenza di Forza Italia, 4 seggi con il 20,51%, di Rifondazione Comunista che con il 6,8% si aggiudicò un solo seggio e Alleanza Nazionale, nessun seggio con il 6,5% .
Nel complesso, quindi, la coalizione Cacciari, con il 14,8% dei suffragi, grazie alla legge elettorale ebbe diritto a 28 seggi su 46. Ciò consentì a Cacciari, iscritto alla Margherita, di cui era esponente di punta in Veneto, di governare la città con una maggioranza consiliare.
In occasione delle successive elezioni regionali del 2005, delle elezioni politiche del 2006, e delle amministrative del 2007, Cacciari mise in evidenza quella che egli chiamava la questione settentrionale.
Il 2 novembre 2009, deluso dall'evoluzione del Partito Democratico, annunciò che avrebbe abbandonato la politica attiva dopo la conclusione del mandato di sindaco, avvenuta nell'aprile 2010.
Abbastanza severa fu la politica condotta dalla sua giunta contro gli ambulanti abusivi e molto contestate furono anche le ordinanze che, ai fini del decoro urbano, imponevano il divieto di vendere cibi da asporto presso la piazza San Marco, di girare a torso nudo e di sdraiarsi in terra. Nel 2007 inoltre, con la creazione della Festa del cinema di Roma da parte dell'allora sindaco Walter Veltroni, espresse disappunto nel caso in cui la Mostra internazionale d'arte cinematografica di Venezia ne fosse stata oscurata. Non pochi furono gli attriti con la Lega Nord in vista della sua intenzione di realizzare un campo sinti a Mestre. Celebre fu la campagna che favoriva l'uso dell'acqua pubblica in contrapposizione all'acquisto di quella in bottiglia. A lui si deve il restauro di Palazzo Grassi e di Punta della Dogana.
Il 23 luglio 2010, a Mogliano Veneto, presentò il manifesto politico Verso Nord, un'Italia più vicina, diretto a chi non si riconosceva né nel PD né nel PdL e voleva una politica per il Nord diversa da quella attuata dalla Lega. Il manifesto si è poi trasfuso in un partito politico chiamato appunto Verso Nord, nato ufficialmente il 12 ottobre 2010.

## Pensiero

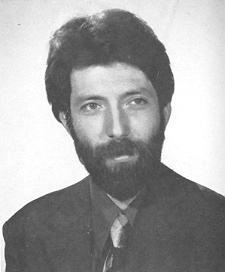
Massimo Cacciari nel 1976

Nelle sue prime opere (Krisis, 1976, Pensiero negativo e razionalizzazione, 1977) Massimo Cacciari sviluppa la sua riflessione che, prendendo spunto da Friedrich Nietzsche, Ludwig Wittgenstein e Martin Heidegger, conferma « [...] la fine della razionalità classica e dialettica e l'emergere pieno, costruttivo, rifondativo e non distruttivo [...] del "pensiero negativo".»
Dall'analisi della cultura viennese e mitteleuropea, che si forma sullo sfondo dei grandi mutamenti del sistema capitalistico tra l'800 e il '900, Cacciari identifica una società reazionaria incapace di aprirsi alla modernità e improntata al nichilismo, punto d'arrivo del fallimento del pensiero dialettico della scuola hegeliano-marxista. In quest'ambito si origina il pensiero negativo (Negatives Denken) che ad iniziare da Schopenhauer sembra collegarsi all'irrazionalismo ma che in realtà è la conseguenza ultima della tradizione metafisica occidentale che pretendeva di superare ogni contraddizione e la negatività dell'esistenza stessa tramite quella libera volontà, coerentemente negata da Nietzsche e ancora presente invece nell'ascesi schopenhaueriana, come strumento per la liberazione dal dolore di vivere.
La crisi della metafisica occidentale è anche dimostrata dalla fiducia nella tecnica, presuntuosa esaltazione di quella ragione che invece rivela il sostanziale fallimento dei valori ultimi che dovrebbero guidare il progresso umano: « [...] la tecnica realizza la direzione implicita della metafisica moderna – ma nel realizzarla ne critica e liquida anche l'idea centrale [il fondamento originario]» che era la certezza dei valori. Da qui un'epoca caratterizzata dal nulla dei valori e dalla fine della filosofia ormai rivolta «tutta al passato, a prima della ratio»
Con l'avvento del pensiero negativo finalmente ci si libera «da un ideale totalitario del sapere, per cui non si dipende più da un ordine naturale, fisso ed immutabile, di cui la ragione scopre le leggi, ma si interviene creativamente, dando ordine alle cose, in una molteplicità di saperi».
Nelle sue opere più fondamentali - Dell'inizio, Della Cosa Ultima e Labirinto Filosofico - Cacciari intreccia la riflessione filosofica con quella teologica quasi risalendo ad una tradizione interpretativa platonica. Se ormai la filosofia si è specializzata e frantumata in una serie di campi specifici che cosa vorrà dire "pensare" al suo stesso inizio? Cacciari cerca la risposta in quella tradizione filosofico-teologica che pone il principio, l'"inizio" nella nozione di "Deus-Esse".
Fin dal libro primo della sua opera filosofica, Dell’Inizio, Cacciari si colloca su un terreno complementare e diametralmente opposto a quello di Emanuele Severino: se il primo evidenzia la contingenza dell'originato, il secondo enfatizza l'unicità eterna dell'origine. Mentre per Cacciari l’originario è inizio a-logico, che conserva sempre inalterata la possibilità di non essere inizio di qualcosa che altro-da-sé, di negarsi come inizio e che quindi non esista originato alcuno, secondo Severino, invece, l’originario è la struttura logico-necessaria di significati il cui contenuto è tutto ciò che è, tale per cui non è mai potuto esistere, non è mai esistito e non potrà mai esistere alcun ente non originato da quell'unica totalità iniziale.
Secondo Severino, la veracità di Dio e del Destino prevale sulla Sua onnipotenza, nel senso che è inevitabile e scontata in partenza la vittoria sul nemico, mentre è impossibile che Egli fugga davanti ad esso, finendo con il cadere nel nulla, il proprio contrario.
In Il motore immobile mostra che il Dio dei filosofi è il Motore immobile di Aristotele, illustrando che non è solo causa finale, ma anche causa efficiente di tutti gli enti.

### Posizioni politiche
Cacciari ha in più occasioni espresso parere favorevole al presidenzialismo e criticato le elezioni primarie del Partito Democratico.
Dichiarò in occasione del referendum Costituzionale del 2016 che avrebbe votato per il SI pur considerandola "una puttanata di riforma".
Cacciari si espresse a favore dell'uscita di Matteo Renzi dal Partito Democratico e contro l’autorizzazione a procedere nei confronti di Matteo Salvini per il caso Open Arms.
Ha più volte criticato aspramente le politiche del Movimento 5 Stelle fra cui il reddito di cittadinanza.
Il filosofo criticò alcuni social network per aver sospeso i profili di Donald Trump a seguito di certe sue dichiarazioni.
Si è espresso contro la realizzazione del TAV Torino-Lione.
Cacciari ha più volte criticato l'Euro e l'Unione Europea in materia economica e di politica internazionale.
Criticò nel 2021 Enrico Letta per essersi alleato con Matteo Salvini in occasione della formazione del Governo Draghi.
Cacciari ha espresso contrarietà al Certificato COVID digitale dell'UE ritenendolo "intollerabile, discriminante" e "incostituzionale". Ha anche espresso dubbi sull'efficacia delle vaccinazioni creando con Ugo Mattei, Giorgio Agamben e Carlo Freccero una Commissione dubbio e precauzione. Ha inoltre sostenuto che la situazione sanitaria del 2021 (numero di ospedalizzazioni, terapie intensive, eccetera) fosse migliore di quella del periodo pre-COVID 19. Facebook ha oscurato un convegno contro il Certificato COVID digitale dell'UE organizzato da tale Commissione. In alcune trasmissioni televisive Cacciari citò erroneamente alcuni presunti premi Nobel ed esperti che avrebbero affermato la non sicurezza dei vaccini contro la COVID 19 tra cui Robert Wallace Malone (mai insignito del premio Nobel), un virologo e immunologo americano criticato per aver promosso disinformazione sulla sicurezza e l'efficacia dei vaccini COVID-19.
Criticò nel 2020 il referendum sul taglio dei parlamentari e nel 2021 l'uso della votazione online in occasione del referendum sulla cannabis legale sollevando polemiche tra cui quelle di Emma Bonino:
Nel giugno 2022 criticò l'esame di maturità affermando:
Nel 2023 criticò la possibilità di introdurre in Italia il salario minimo per legge.

## Opere
- Introduzione di Massimo Cacciari a Georg Simmel, Saggi di estetica, Padova, 1970
- Qualificazione e composizione di classe, in Contropiano n. 2, 1970
- Ciclo chimico e lotte operaie, con S. Potenza, in Contropiano, n. 2, 1971
- Dopo l'autunno caldo: ristrutturazione e analisi di classe, Marsilio, Padova, 1973
- Pensiero negativo e razionalizzazione. Problemi e funzione della critica del sistema dialettico, 1973
- Metropolis, Roma, Officina, 1973
- Piano economico e composizione di classe, Feltrinelli, 1975
- Lavoro, valorizzazione, cervello sociale, in Aut Aut, n. 145-146, Milano, 1975
- Note intorno a «sull'uso capitalistico delle macchine» di Raniero Panzieri, in Aut Aut, n. 149-150, Milano, settembre - dicembre 1975
- Oikos. Da Loos a Wittgenstein, con Francesco Amendolagine, Roma, 1975
- Krisis, Saggio sulla crisi del pensiero negativo da Nietzsche a Wittgenstein, Feltrinelli, 1976 (ottava edizione nel 1983)
- Pensiero negativo e razionalizzazione, Marsilio, Venezia, 1977
- Il dispositivo Foucault, Venezia, Cluva, 1977
- Dialettica e critica del politico. Saggio su Hegel, Feltrinelli, 1978
- Walter Rathenau e il suo ambiente, De Donato, 1979
- Crucialità del tempo: saggi sulla concezione nietzscheana del tempo, et al, Liguori, 1980
- Dallo Steinhof, Adelphi, 1980 (nuova edizione 2005)
- Adolf Loos e il suo angelo, Electa, 1981
- Il potere: saggi di filosofia sociale e politica, con G. Penzo, Roma, Città Nuova, 1985
- Icone della legge, Adelphi, Milano, 1985 (nuova edizione 2002)
- Zeit ohne Kronos (traduzione di Reinhard Kacianka), Ritter Verlag, Klagenfurt, 1986
- L'Angelo necessario, Adelphi, Milano, 1986 (nuova edizione 1992)
- Drama y duelo (traduzione di Francisco Jarauta), Tecnos, Madrid, 1989
- Le forme del fare, con Massimo Donà e Romano Gasparotti, Liguori, 1989
- Dell'Inizio, Adelphi, 1990 (nuova edizione nel 2001)
- Dran, Méridiens de la décision dans la pensée contemporaine (traduzione di Michel Valensi), Editions de L'Eclat, 1992
- Architecture and Nihilism (tradotto da Stephen Sartarelli), Yale University Press, 1993
- Desde Nietzsche: Tiempo, Arte, Politica, Biblios, Buenos Aires, 1994
- Geofilosofia dell'Europa, Adelphi, Milano, 1994 (nuova edizione 2003)
- Großstadt, Baukunst, Nihilismus (traduzione di Reinhard Kacianka), Ritter, Klagenfurt, 1995
- Migranten, Merve, Berlino, 1995
- Introduzione a F. Bacone, Nuova Atlantide, Silvio Berlusconi Editore, Milano, 1995
- L'Arcipelago, Adelphi, Milano, 1997
- Emilio Vedova. Arbitrii luce, Catalogo della mostra, Skira, 1998
- Arte, tragedia, tecnica, con Massimo Donà, Raffaello Cortina, 2000
- El Dios que baila, Paidos, Buenos Aires, 2000
- Duemilauno. Politica e futuro, Feltrinelli, Milano, 2001
- Wohnen. Denken. Essays über Baukunst im Zeitalter der völligen Mobilmachung (traduzione di Reinhard Kacianka), Ritter Verlag, Klagenfurt und Wien, 2002
- Della cosa ultima, Adelphi, Milano, 2004
- La città, Pazzini, 2004
- Il dolore dell'altro. Una lettura dell'Ecuba di Euripide e del libro di Giobbe, Saletta dell'Uva, 2004
- Soledad acogedora. De Leopardi a Celan, Abada Editores, Madrid, 2004
- Paraíso y naufragio. Musil y El hombre sin atributos, Abada Editores, Madrid, 2005
- Magis Amicus Leopardi, Saletta dell'Uva, 2005
- Maschere della tolleranza, Rizzoli, Milano, 2006
- Introduzione a Max Weber, La politica come professione, La scienza come professione, Mondadori, Milano, 2006
- Europa o Filosofia, Machado, Madrid, 2007
- Tre icone, Adelphi, Milano, 2007
- Anni decisivi, Saletta dell'Uva, Caserta, 2007
- M. Cacciari-Mario Tronti, Teologia e politica al crocevia della storia, Milano, AlboVersorio, 2007, ISBN 978-88-975-5337-3.
- The Unpolitical. Essays on the Radical Critique of the Political Thought, Yale University Press, 2009
- Hamletica, Milano, Adelphi, 2009, ISBN 978-88-459-2388-3.
- La città, Pazzini, 2009
- Il dolore dell'altro. Una lettura dell'Ecuba di Euripide e del libro di Giobbe, Caserta, Saletta dell'Uva, 2010, ISBN 978-88-613-3035-1.
- M. Cacciari-Piero Coda, I comandamenti. Io sono il Signore Dio tuo, Bologna, Il Mulino, 2010, ISBN 978-88-151-3776-0.
- Enzo Bianchi-M. Cacciari, I comandamenti. Ama il prossimo tuo, Bologna, Il Mulino, 2011, ISBN 978-88-152-3377-6.
- Doppio ritratto. San Francesco in Dante e Giotto, Milano, Adelphi, 2012, ISBN 978-88-459-2672-3.
- Il potere che frena, Milano, Adelphi, 2013, ISBN 978-88-459-2765-2.
- Labirinto filosofico, Milano, Adelphi, 2014, ISBN 978-88-459-2876-5.
- Filologia e filosofia, Bologna, Bononia University Press, 2015, ISBN 978-88-692-3023-3.
- Re Lear. Padri, figli, eredi, Caserta, Saletta dell'Uva, 2015, ISBN 978-88-613-3082-5.
- M. Cacciari-Paolo Prodi, Occidente senza utopie, Bologna, Il Mulino, 2016, ISBN 978-88-152-6513-5.
- M. Cacciari-Bruno Forte, Dio nei doppi pensieri. Attualità di Italo Mancini, Brescia, Morcelliana, 2017.
- Generare Dio, Bologna, Il Mulino, 2017, ISBN 978-88-152-7368-0.
- La mente inquieta. Saggio sull'Umanesimo, Torino, Einaudi, 2019, ISBN 978-88-062-4085-1.
- Il lavoro dello spirito, Milano, Adelphi, 2020, ISBN 978-88-459-3476-6
- Metafisica concreta, Milano, Adelphi, 2023, ISBN 978-8845938023.
- La passione secondo Maria, Bologna, Il Mulino, 2024, ISBN 978-8815390646.
- Van Gogh. Per un autoritratto, Brescia, Morcelliana, 2025, ISBN 978-8837240349.

Ha preparato anche i testi per l'opera Prometeo. Tragedia dell'ascolto di Luigi Nono (1984-1985).
- Elogio del diritto  (insieme a Natalino Irti, con un saggio di Werner Wilhelm Jaeger, Milano 2019)
- La passione secondo Maria, Il Mulino, 2024, 136 p.[83]

## Premi e riconoscimenti
- 2005 - Medaglia d'oro del Círculo de Bellas Artes di Madrid
- 2007 - Uomo per la pace
- 2016 - International Chair Jacques Derrida (Università di Torino)